# Andrena callosa
Andrena callosa är en biart som beskrevs av Warncke 1967. Andrena callosa ingår i släktet sandbin, och familjen grävbin. Inga underarter finns listade i Catalogue of Life.